# Pseudonotomastus southerni
Pseudonotomastus southerni är en ringmaskart som beskrevs av Warren och Parker 1994. Pseudonotomastus southerni ingår i släktet Pseudonotomastus och familjen Capitellidae. Arten har ej påträffats i Sverige. Inga underarter finns listade i Catalogue of Life.